# Głodne kamienie
Głodne kamienie – zbiór opowiadań indyjskiego pisarza z Bengalu, noblisty Rabindranatha Tagore. Opowiadania zostały napisane w różnych momentach jego życia, w latach 1895–1930. Polskie wydanie (Czytelnik) z 1961 roku jest tłumaczeniem z angielskiego (na który opowiadania zostały przetłumaczone z bengalskiego przez Charlesa Freera Andrewsa). Opowiadania tłumaczyli Jerzy Bandrowski, Franciszek Mirandola. Wydanie to opatrzono posłowiem Zdzisława Najdera – stron 349 (format A-3).
Większość opowiadań została napisana w formie monologu. Z poczuciem humoru i dużą życzliwością do ludzi przedstawiają one opisy historii ciekawych postaci pokazując jednocześnie indyjską obyczajowość np. przedstawiony w Starszej siostrze Baifoto – znak braterstwa udzielany przez siostrę bratu w miesiącu kathik (od połowy października do połowy listopada). Siostra znaczy czoło brata pastą sandałową wymawiając słowa Kładę tamę przed bramą Yamy, tzn. Życzę ci długiego życia. To okazja do wzajemnych wizyt obdarowywania się.

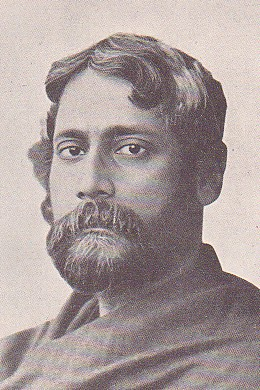
Rabindranath Tagore, fotografia Sukumara Raya z roku 1905 lub 1906, gdy pisał niektóre z tych opowiadań

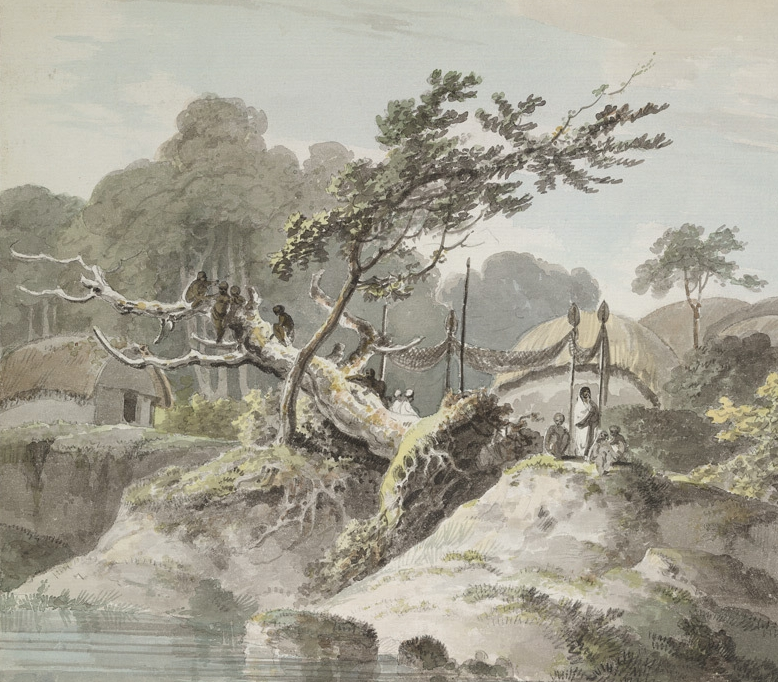
Obraz Daniell Bengalska wioska

## Opis opowiadań

### Noc ziszczenia
Surabhala i narrator opowiadania od dziecka byli postrzegani jako para, ale gdy on dorósł nie wystarczały mu ambicje ojca. Nie chciał poślubiwszy Surambalę dostać na miejscu jako poborca czynszu. Marzył o studiach w Kalkucie. Tam zaangażowawszy się jako student w politykę, zapomniał o Surambali. Nie zauważył, gdy wydano ją za mąż za prawnika Ram Lovana. Nagła śmierć ojca zmieniła jego plany. Aby utrzymać matkę i rodzeństwo, musiał przerwać studia. Nieukończone wykształcenie pozwoliło mu tylko na posadę nauczyciela w małym miasteczku Noukhali. Przyjął ją z pełen nadziei na przyszłość, gotów kształtować umysły uczniów, wychowywać młodych w duchu ideałów. Ale zapał nauczycielski wkrótce ostygł. Zamieszkał w szkole żyjąc z dnia na dzień, coraz bardziej znużony sobą i codziennością. Wkrótce odkrył, że jego sąsiadem jest Ram Lovan z żoną Surambalą. Jego Surambalą. Odwiedziwszy go usłyszał szelest je kroków, dźwięk bransoletek. Poczuł w sercu żal, że nie poślubił ukochanej z dzieciństwa. Zapomniał o niej pragnąc zmieniać świat. Teraz jako zmęczony życiem, samotny nauczyciel w prowincjonalnej szkole, czuł, że rozminął się z kimś do kogo należał, kto należał do niego. Dręczyło go poczucie niespełnienia. Pewnego dnia Ram Lovan wyjechał. W tym czasie huragan przeszedł przez okolicę. Miasteczku groziła powódź. Bojąc się o swoją ukochaną, wybiegł z domu. Zobaczył ja na wzniesieniu, gdzie woda jeszcze nie podchodziła. Podbiegł. Stanął obok niej. I tak w ciemności nocy, w huku wzbierającej wokół nich wody, milcząc przestali całą noc. Noc ziszczenia jego życia...

### Zwycięstwo („The Victory”)
Shekhar, pieśniarz króla Narajana od lat śpiewa tak naprawdę dla ukrytej za zasłona królewny Adżity. Czasem tylko mignie mu cień jej sylwetki, czasem usłyszy brzęk jej bransolet, ale w głębi duszy Shekhar wie, że jego śpiew dociera do królewny. To mu wystarcza.
Pewnego razu w ich królestwie pojawia się sławny śpiewak Pundarik. Wyzywa on Shekhara na turniej śpiewaczy. Zasłuchany dwór to podziwia sławę wychwalająca chwałę króla, to Shekhara głoszącego stare legendy o przodkach rodu. Pundarik uwodzi tłum ogromem swojej wiedzy, zgodnie z którą głosi moc Słowa, które od początku było wszystkim, bo sam Bóg jest Słowem. Shekhar odpowiada na to śpiewając o fletni miłości, która zmąciła ciszę. Pundarik zaczyna więc głosić popisując się wiedzą ksiąg świętych kim jest kochanek Kriszna, a kim jego kochanka Radha. Tłum wiwatuje po każdym występie teraz oczekując, czym Shekhar przebije sławnego Pundarika, ale ten milczy pokonany. Uznał nicość i naiwność swej poezji, w której dotychczas wyśpiewywał miłość ukrytej za kotarą królewnie. Uznając zwycięstwo Pundarika król zawiesza na jego szyi sznur pereł.
Nocą, sam w swoim pokoju Shekhar paląc swoje rękopisy słyszy nagle brzęk bransolet królewny Adżity…

### Maszi
Dżatin umiera. Przy jego łóżku czuwa jego siostra Maszi. Umierający wciąż dopytuje się o swoją młodziutką lekkomyślną żonę Mani. Siostra podtrzymuje w nim złudzenie, że odchodzi otoczony troska ukochanej żony. Gotowane przez siebie potrawy zachwala jako potrawy przygotowane dla niego troskliwie przez żonę. Grzeje jego stygnące ciało szalem rzekomo zrobionym przez żonę. Tymczasem Mani nudzi się w obecności chorego. Nigdy nie wiedziała o czym nim rozmawiać. Wciąż chciała go unikać. Teraz też odjeżdża od umierającego męża do swojej rodziny, aby móc uczestniczyć w uroczystości annaprasam – święcie odstawienia dziecka od piersi matki. Maszi ukrywa jej nieobecność przed stęsknionym za nią Dżatinem...

### Szkielet
Spędzając noc w pokoju dzieciństwa narrator wspomina czas, gdy na jego ścianie wisiał szkielet. Jako chłopiec bohater uczył się na nim zapomnianej dziś anatomii. Myśląc o tym podczas bezsennej nocy czuje nagle w pokoju czyjąś obecność. Zjawa okazuje się właścicielką zagubionego szkieletu. Opowiada mu swoją historię. Od 30 lat błąka się nad brzegiem rzeki w pobliżu miejsc palenia zwłok. Poprzednia jej historia zakończyła się w 26 roku życia pięknej kobiety, wdowy. Rozpieszczona jako dziecko nie umiała się odnaleźć w małżeńskim życiu z obcym człowiekiem. Z ulgą przyjęła jego rychłą śmierć. Wróciła do domu karmić się w samotności marzeniami o hołdach mężczyzn. Jednak jedynym spotykanym przez nią mężczyzną jest lekarz domowy, przyjaciel brata. Jej choroba doprowadza do ich spotkania. Oboje robią na sobie duże wrażenie. Mimo to pewnego dnia piękna zakochana wdowa dowiaduje się, że lekarz wkrótce żeni się z bogatą kobietą...

### Stróż dziedzictwa
Dżagannath pod pozorem hołdowania cnocie wyrzeczenia ascetyzmu żałował pieniędzy na wszystko. Gdy pożałował ich na leki dla żony swego syna, ten rozżalony po śmierci żony, opuścił ojca. Rozgniewany ojciec poprzysiągł mu przed rozstaniem, że nie odziedziczy ani rupii po ojcu, a syn zaklinał się, że za nic nie weźmie niczego od ojca.
Opuszczony ojciec żałował tylko, że syn zabrał ze sobą jego czteroletniego wnuka Gokula Chandrę. Wkrótce jednak pustka domu wygoniła go w pola. Całymi dniami włóczył się po okolicy przezywany przez dzieci wampirem. Stęskniony za wnukiem zwrócił uwagę na przewodzącemu łobuziakom zuchwałego przybłędę Nitaja Pala. Stary zaopiekował się chłopcem, a ten przyjmował jego troskę jako coś, co mu się należy, żądał, wykłócał się z nim, groził odejściem. Dżannath chcąc go zatrzymać przy sobie obiecywał mu, że odziedziczy po nim całe jego bogactwo. Niedługo potem w okolicy rozniosła się wieść o tym, że ojciec chłopca, niejaki Damodar Pal poszukuje swojego syna. Zbuntowany przeciwko pomysłowi wysyłania do szkoły chłopiec za nic nie chciał wrócić do ojca. Stary obiecał, że go dobrze ukryje. Nocą zaprowadził go na obrzeże wsi do starej opuszczonej świątyni. Wprowadzony tajemnym wejściem chłopiec zdumiał się widokiem bogactw zebranych tu przez Dżannatha. Chwilę później starzec zamknął za sobą drzwi. I chłopiec został sam w ciemności…

### Był sobie król („Once There Was a King”)
W czas monsunowych deszczów 7-letni chłopiec modli się, aby deszcz uniemożliwił przyjście nauczyciela. Zamiast lekcji pragnie wysłuchać od babci bajkę. I babcia zaczyna swą opowieść od słów: „Był sobie król...”
Był sobie król, którego największym pragnieniem było posiadanie syna. Ale Bóg obdarzył go tylko córką. Niepogodzony ze swym losem odszedł do lasu, aby tam w spokoju i poście wymodlić od Boga potomka. Minęło 12 lat daremnych modłów. Opuszczona zona zaczęła się niepokoić o los zapomnianej przez ojca córki. Królewna wyrosła na piękną dziewczynę i potrzebowała ojca, który znajdzie dla niej odpowiedniego męża. Jej matka uprosiła króla, by choć na jeden wieczór powrócił z lasu do domu. Tego wieczora król nie rozpoznał w pięknej dziewczynie swej córki. Poczucie winy, że być może zapomniał o niej błagając o syna, zamienił w gniew. Poprzysiągł, że poślubi ją pierwszemu mężczyźnie, którego ujrzy na progu domu. Mężczyzną tym okazał się 7-letni chłopiec. Wyprawiono huczne wesele i królewna zamieszkawszy z mężem-dzieckiem w odległym pałacu poświęciła czas jego wychowaniu. Chłopiec nie rozumiał tej sytuacji. Wypytywany w szkole przez kolegów, kim jest piękna dama, z którą mieszka, nie wiedział, co odpowiedzieć. Królewna odkładała odpowiedź na to pytanie w czasie. Minęły lata. Pewnego dnia chłopiec usłyszał, że dziś w nocy dowie się, kim jest dla niego piękna pani. Wieczorem nasmarowawszy ciało olejkiem różanym, wplótłszy we włosy kwiaty królewna weszła do komnaty chłopca...

### Powrót („The Home-Coming”)
Matka 14-letniego Fatika Czakrawarti nie radzi sobie z nastolatkiem. Brakuje mu silnej ręki ojca. Umęczona jego figlami wdowa boi się, aby nie skrzywdził wciąż skarżącego się na niego młodszego brata. Toteż, gdy jej starszy brat oferuje pomoc, chcąc zabrać chłopca na wychowanie do siebie do Kalkuty, zgadza się skwapliwie. Żądny przygód, ciekawy świata chłopiec też przyjmuje propozycję wuja z radością. W mieście jednak spotyka się z niechęcią wystarczająco zmęczonej wychowywaniem trójki swoich synów ciotki. Z dnia na dzień Fartik z pozycji herszta wiejskich łobuziaków, wolnego ptaka staje się domowym popychadłem, pośmiewiskiem kuzynów. Niepowodzenia szkolne pogłębiają jego problemy. Samotny, uwięziony w murach miasta tęskni za przestrzeniami bengalskiej wsi, za matką. Zaczyna dopytywać wuja, kiedy wróci do domu. W słowie „wakacje” zaczyna się zamykać całe jego wytęsknienie, wszystkie jego marzenia…

### Jego królewska mość – dziecko („My Lord, the Baby”)
Rajczaran od 12 roku życia jest wiernym sługa troszczącym się o synka pana, Anukula. Gdy ten dorasta, żeni się Rajczaran zostaje niańką jego synka. Chłopiec jest największą miłością jego życia. Rajczaran nie potrafi mu niczego odmówić. Z tego też powodu naraża się na niebezpieczeństwo próbując dla dziecka podczas powodzi zdobyć niedostępny kwiat. Gdy wraca z nim do powozu, na którym siedział chłopiec, dziecka nie ma. W swej lekkomyślności zbliżył się do rzeki, dał się porwać wzburzonej wodzie. Zrozpaczony Rajczaran daremnie brodzi w wodzie szukając zaginionego chłopca. Wieczorem do tych poszukiwań dołączają zaniepokojeni rodzice. Chłopiec znikł. Jego zrozpaczona matka nie może uwierzyć w śmierć synka. Oskarża Rajczarana, że sprzedał dziecko Cyganom. Wierny sługa musi odejść. Wróciwszy do swej rodzinnej wioski wkrótce zostaje obdarzony przez Boga synkiem. Żona umiera. Rajczaran początkowo nie pozwala sobie na miłość do chłopca, ale gdy okazuje się, jak bardzo Fajlan przypomina mu zaginione dziecko zaczyna w nim widzieć zwróconego przez Boga panicza. Traktuje go jak królewiątko. Jest bardziej jego sługą niż ojcem. Odejmując sobie wszystko od ust dogadza synowi. Ten rośnie na rozkapryszonego, pełnego pretensji do świata człowieka. Zdobywając wiedzę w Kalkucie zaczyna lekceważyć prostego, wyniszczonego trudem ojca. Żąda od niego coraz więcej pieniędzy, wyrzuca mu zniedołężnienie. W swej bezsilności Rajczaran pojawia się pewnego razu u swego dawnego pana i oświadcza jego żonie, że miała rację. Przed laty porwał ich dziecko. Fajlna przybywa do ich domu...

### Kapłanka Wisznu („The Devotee”)
Bohater opowiada historię kobiety, która składa mu cześć jak Bogu. Dziś włócząca się to tu to tam kapłanka Wisznu, kiedyś kobieta przywiązana do domu. Żona prostego człowieka, „o małych potrzebach, bez odległych pragnień”. Nie protestowała, gdy uważał ją za lepszą od siebie, bo umiejąca się wysłowić. Niechętnie spędzała czas w domu. Ciągnęło ją do ludzi, do świata. Jako piętnastolatka urodziła dziecko. Zaniedbywała je. Mąż cierpiał z powodu jej lekkomyślności. Ale jej serce milczało, gdy „Bóg przyszedł do niej pod postacią tego dziecka”. Nie odpowiedziała na jego miłość. Wciąż wymykała się od niego z domu. Goniona przez dziecko. Zatrzymała się w tym biegu, gdy je straciła...

### Kuma
Po urodzeniu martwego dziecka młodej mężatce, Kumie wzrok zaczął słabnąc. Jej mąż student medycyny zaczął ją, ku oburzeniu jej brata, leczyć sam. Skutkiem tego leczenia Kuma oślepła. Mąż rozpaczał pełen poczucia winy, ale Kuma uspokajała go przekonując, że z ręki męża żona przyjmie wszystko. Doradziła mu nawet, aby pomyślał o powtórnym małżeństwie. Wzruszony jej oddaniem mąż przed Bogiem przysiągł, że nigdy nie ożeni się z inną kobietą. Po latach jednak w ich domu pojawiała się młoda śliczna dziewczyna...

### Śmierć Kadambini
Największą miłością wdowy po zamindarze Saradaśankarze był bratanek męża. Z powodu choroby matki opieka nad nim spadła na Kandimini. Wywiązywała się z tego troskliwie tylko jemu czując się potrzebna. Gdy pewnego dnia zmarła nagle, rodzina nie chcąc sobie robić kłopotu z wzywaniem policji, zrezygnowała z ceremonii pogrzebu. Ciało, i za życia niezbyt potrzebnej wdowy, wyniesiono do spalenia na brzeg rzeki. Służącym dłużyło się czekanie na dowóz drewna, gdy odeszli na chwilę od rzeki, przebudzona z letargu Kadmini odkryła, że jest wśród trupów. Przekonana, że przebywa już u boga Jamy, że jest duchem dla ludzi, nie wróciła do domu. Poszła przed siebie. Nie mając jednak dokąd się udać, przywędrowała do swojej przyjaciółki z dzieciństwa. Przyjaciółkę nowa Kadmini wprawiła w zdumienie. Przyszedłszy nie oddała czci panu domu, mężowi przyjaciółki, nie zakryła twarzy przed okiem mężczyzny. Jej zachowanie budziło niepokój przyjaciółki. A ona sama czuła się jak cień. „Własne istnienie wprawiało ją w zakłopotanie. Nie żyła, ale trwała wieczności”. Podburzony przez żonę Śripati poszedł do jej rodzinnego domu. Tam dowiedział się, że Kadmini zmarła, a służący upierają się przy tym, że spalili jej ciało...

### Głodne kamienie („Kshudita Pashan” /„The Hungry Stones” – VIII 1895)
Podczas przymusowego czekania na naprawę szyn pasażerowie pociągu słuchają opowieści jednego z nich. Wspomina on czas, gdy w służbie nizama z Hajdarabadu pracując jako poborca podatkowy zauroczył go porzucony pałac za miastem. Mimo że przesądni mieszkańcy z okolicy odradzali mu przebywanie w tym pałacu, spędzał on tam coraz więcej czasu. Z czasem zaczął żyć w dwóch rzeczywistościach. W dzień pracował monotonnie wyczekując wieczoru, a wieczorem leżąc w pałacu pozwalał, aby otoczyły go obrazy z przeszłości. Czul zapał olejku różanego rozlanego tu 250 lat temu, słyszał śmiech i brzęczenie bransolet na stopach, zamierał od dotyku ślicznej dziewczyny. Obrazy stały się jego życie. Na jawie śnił szarość, nocą uderzały go kolory. Był coraz słabszy, coraz bardziej wycieńczony, aż pewnego razu...

### Babu z Najandżor (The Babus of Navajjore)
Bohater tej opowieści, młody, wykształcony, przystojny bardzo ceniony na rynku małżeńskim młodzieniec zwykł stroić sobie żarty z Kailasa przechwalającego się świetnością swego rodu zubożałego arystokraty z sąsiedztwa. Majątek skonfiskowano za długi i biedny staruszek żył ze swoją wnuczką skromnie pocieszając się przesadzonymi opowieściami, w których przedstawiał siebie jako kogoś, kto ma jeszcze w oczach tego świata jakieś znaczenie. Młody człowiek postanowił sobie zakpić ze starego. Przyszedł do niego z wizytą z przebranym za wicepremiera Kalkuty przyjacielem wyciągając od niego wszystkie pamiątki jego świetności. Kailas czuł się zaszczycony, nadymał się z dumy. Młodzieniec śmiał się w kułak, gdy nagle zobaczył Kusum, płaczącą w kącie upokorzoną wnuczkę Kailasa...

### Starsza siostra
Mąż Saśkali Dżaigopal wyjechał do pracy. Od 16 lat są sobie poślubieni. Dzieci zamieniły ich małżeństwo w troskę o codzienność, wypełniły je przyzwyczajeniami, a jednak rozłąka obudziła w niej tęsknotę, zapomnianą namiętność.
Rodzice Saśkali byli bogaci. Ona ich jedynym dzieckiem. Mąż poślubiając ją miał nadzieję na wzbogacenie się po ich śmierci. Zaskoczeniem dla wszystkich było narodzenie się późnego syna, brata Saśkali. Było jasne, że to Nilmani przejmie kiedyś majątek. Rozczarowany mąż wyruszył do pracy do Asamu. Saśi z dziećmi przeżywała rozłąkę w domu rodziców. Podczas tego pobytu braciszek zdobył serce w swojej Didi, Saśi. Wkrótce jej matka umierając przekazała jej opiekę nad braciszkiem. Gdy zmarł też jej ojciec pozostawiając jej 1/4 majątku i troskę o brata, małżeństwo połączyło się. Mąż Saśi powrócił do niej po latach rozłąki. W tym czasie tęsknota wzmocniła jej miłość do niego. Jemu poprzednie życie wydawało się cieniem. W domu dochodziło do niesnasek. w sporach między dziećmi on zawsze brał stronę ich dzieci, ona swojego braciszka. Im większą mąż czuł wrogość do Nimani, tym bardziej Susi go kochała. A jego nienawiść rosła wraz z jej miłością. W tym wypełnionym niepokojem domu chłopiec rósł rozwijając się wolniej niż inne dzieci. Patrząc na świat smutnymi oczyma. Mężowi w końcu przy pomocy intryg udało się przepisać na siebie majątek małego Nilmani. Sasi bojąc się o życie małego, wybłagała u angielskiego sędziego zabranie dziecka z domu. Z ciężkim sercem wróciła do domu męża, gdzie obiecywano jej przypadkową śmierć...

### Koronujemy cię na króla („We Crown Thee King”)
Rodzinie Arunlekhy poślubionej Nabendu Shekharowi nie podobało się, że ten podobnie jak jego ojciec buduje karierę na przypochlebianiu się Anglikom. W ich rodzinie co prawda też zdarzył się taki wypadek, że brat Arunlekhy powróciwszy ze studiów w Londynie pozostał w angielskiej skórze nadal nosząc cudzoziemskie ubrania, ale gdy pewnego dnia wyproszono z przedziału pociągu Indusów ubranych tradycyjnie pozostawiając w spokoju Anglików i jego, zawstydzony spalił na stosie wszystkie cudzoziemskie stroje. Wyrzekł się też wizyt u okupantów. Żartując i kpiąc sobie z Nabendu Shekhara szwagierki prowokowały go do zachowań odsuwających od niego Anglików. Nabendu Shikhar nie zauważył, kiedy wszedł w obcą mu rolę buntownika, bojownika o wolność Indii…

### Odwet („The Renunciation”)
Kusum i Hemanta są bardzo szczęśliwi w małżeństwie, ale żona obawia się, że budowane na kłamstwie szczęście nie może trwać długo. Nawet ryzykując utratę miłości męża pragnie mu wyznać coś, co może zniszczyć ich harmonię.
W jej przeszłości ukryta jest tajemnica czyjejś krzywdy i czyjejś zemsty.
Dawno temu zięć Peari Shankara ukradłszy biżuterię swojej żony wyjechał do Anglii. Po latach wrócił stamtąd jako adwokat. Wyjazd za wielką wodę za sprawą bramińskiego wójta wioski, Harikara został uznany za skalanie. Wspólnota nawet po oczyszczeniu się nie chciała przyjąć skalanego do siebie. Jego teść, Peari Shankar musiał wybierać. Jeśli chce pozostać w wiosce, nie może dopuścić do połączenia się córki ze skalanym mężem. Peari Shankar wybrał szczęście córki. Wyjechał z nią do Kalkuty, ale nawet tam dosięgły go pomówienia Harikara. Rozbiły w jego rodzinie plany na aranżowane małżeństwo. Wzburzony Paeari postanowił się zemścić. Latami pielęgnował w sobie plan odwetu. Intrygami udało mu się synowi Harikara, Hemancie podsunąć Kusum, z kasty śudrów. Zakochany Hemanta żeniąc się przypuszczał, że poślubia braminkę. Przemilczenie skalania nie byłoby zemstą. Toteż Peari tuż przed ślubem siostry Hemanty zawiadomił bramińską rodzinę jej narzeczonego, że wejdą w dom skalany ślubem z siudrą z niskiej kasty. Hemanta poznawszy historię Kusum musi wybrać, odtrącenie żony lub odrzucenie zasad kasty i zerwanie z ojcem...

### Kabuliwala („Cabuliwallah”/„The Fruitseller from Kabul”, 1892)
Pięcioletnia córeczka autora opowiadania zaprzyjaźniła się z wędrownym handlarzem owoców z Kabulu (Kabuliwalą). Śmiejąc się obdarowuje on Minu owocami. Dziewczynka rozczula brutalnego z natury mężczyznę przypominając mu lata temu zostawioną w wędrówce za pracą własną córeczkę, Garvati. Kabuliwala droczy się z małą żartobliwie pytając ja, kiedy zamierza ona odejść do domu teścia. Mała nie rozumie aluzji o czekającym ja kiedyś małżeństwie, ale kabuliwalę pyta o to samo. Mężczyzna śmieje się, bo dla mężczyzny „pójść do domu teścia”, oznacza iść do więzienia. Wkrótce zabiwszy kogoś w bójce kabuliwala rzeczywiście prowadzony jest ulicą „do domu teścia”. Po latach odsiedziawszy swój wyrok, zjawia się w domu autora w dniu ślubu jego córki...

### Radża i rani
Bipin Kiszor słynął ze swych talentów muzycznych i niezaradności w zdobywaniu pieniędzy. Radża poznawszy go zachwycony szukał na każdym kroku jego towarzystwa. Zazdrosna rani próbowała go do niego zniechęcić. Daremnie. Wtedy przyjęła inna strategię. Zaczęła go na każdym kroku wychwalać przed mężem...

### Rozwiązanie zagadki
Kriszna Gopal Sarkar przeżywszy życie wielkodusznego, wszystkim pomagającego człowieka oddał swój majątek synowi, a sam pojechał do Benaresu, by tam nad brzegami Gangesu dokonać życia na modlitwach i rozmyślaniach. Jego wyjazd unieszczęśliwił wielu ludzi. Jego syn Bipin Bihari wielkoduszność swojego ojca uznał za słabość. Zaczął odbierać ludziom dane im przez ojca ulgi i przywileje. Wszyscy pokornie się z tym pogodzili, tylko jeden człowiek zdecydował się walczyć o daną mu przez Krisznę ziemię. Młody muzułmanin Asimuddin, syn Mirzy, kolejno przegrywał proces za procesem. Nie ustępował. Jego owdowiała matka poszła błagać Bipina o litość. Prosiła go, by zaopiekował się Asimem jak młodszym bratem, by nie walczył z nim odbierając mu wszystko. Odeszła wyszydzona. W końcu zlicytowano cały majątek Asima. Ten sprzedając ostatnie ze swoich sprzętów zobaczył na rynku swojego wroga. Rzucił się na niego z nożem. Obroniony Bipin triumfował. Ostatecznie upokorzył buntownika zabierając mu wszystko. Teraz świadcząc przeciwko niemu w sądzie mógł mu zabrać także wolność. Zanim do tego doszło przed sądem pojawił się, przyjechawszy aż z Benaresu, jego ojciec. Stanowczo domagał się, aby Bipin doprowadził do uwolnienia Asima i zwrócił mu nadaną ziemię. Patrząc na biednego obszarpanego muzułmanina Bipin nie pojmował, jaka tajemnica kryje się za decyzją ojca...

### Moja piękna sąsiadka
Bohater tego opowiadania wspomina piękną kobietę z sąsiedztwa. Była wdową. Szukał jej spojrzeniami. Zdarzało mu się widzieć, jak tęsknie wypatruje kogoś, kto ją pokocha. Krył się z tą miłością do przyjaciół mówiąc tylko o szacunku, jakim ją darzy. Zakochanemu nietrudno mu było poprawiać niezręczne wiersze. Jego przyjaciel chciał w nich wyrazić miłość, dla której jeszcze nie znalazł obiektu. Myśląc o pięknej wdowie bohater przekonywał przyjaciela, jak ważne jest pokonać stare przesądy. Pozwolić wdowom na powtórne zamążpójście. Udało mu się go przekonać. Uszczęśliwiony przyjaciel powiedział mu, że jego wiersze pozwoliły mu rozkochać w sobie pewną wdowę. Wkrótce ślub...

### Uratowana
Gauri, ładna, rozpieszczona dziewczyna z bogatego domu, poślubiwszy Paresza pozostawała z rodzicami, dopóki mąż nie dorobił się majątku godnego jej przyzwyczajeń. Gdy weszła po latach do domu męża, brakowało mu z jej strony oddania. Czując się za mało kochany, stał się podejrzliwy. Gauri upokorzona ciągłymi podejrzeniami zaczęła szukać ucieczki w religii. Młody duchowny Pramanunda Swami pomagał jej zrozumieć święte księgi. Zazdrosny mąż wyrzucał jej, że zdradza go ze swamim. Zdesperowana kobieta i uciekła do aszramu prosząc Pramanundę, by pozwalając jej pozostać u niego na służbie wyzwolił ją z hańby pełnego nieufności małżeństwa. Obawiając się grzechu swami odesłał ją do męża. Ten w szale zazdrości dręczył Gauri na każdym kroku. Pewnego dnia w jego ręce wpadł list guru do żony. Jego podejrzenia w końcu potwierdziły się...

## Cytaty
- z opowiadania Powrót, o nastolatku: „Nie jest piękny, nie jest użyteczny, niepodobna go rozpieszczać jak malca, a zawsze wszystkim zawadza i złości ciągle każdego. Jeśli mówi dziecinnie, zwie się go głuptasem, jeśli odpowiada jak dorosły, zasługuje oczywiście na miano przemądrzałego nicponia. Każde jego słowo staje się kamieniem obrazy, każdy jego ruch przedmiotem drwin. Chłopiec czternastoletni nie ma w sobie nic pociągającego. Wyrasta z szaleńczym wprost pośpiechem z ubrań, głos ma szorstki, załamujący się co chwilę w jakiś pisk niemowlęcy, twarz jego staje się kwadratowa, brzydka. Można zaprawdę przebaczyć to i owo małemu dziecku, ale trudno, bardzo trudno usprawiedliwić nieuniknione nawet niedomagania czternastoletniego wyrostka. Wyrostek taki jest ponadto arogancki i zarozumiały. Rozmawiając ze starszym udaje dojrzałego, rozprawia, rezonuje, przeczy. Czasem napada go jakaś nieśmiałość, jakieś głupkowate drżenie... Dodajmy, że mimo wszystko jest to wiek, w którym chłopiec z głębi serca pożąda miłości, sympatii, uznania i stałby się bezwzględnym niewolnikiem każdego, kto by uszanował jego porywy i myśli. Ale nikt nie śmie okazać mu jawnie miłości, gdyż łagodność owa, owa czułostkowość każdemu wydaje się niewłaściwa i szkodliwa. Wśród połajanek i drwin, zawadzając każdemu, plącze się po świecie niby pies bezpański. I dlatego dla chłopca czternastoletniego jedynym miejscem pobytu jest dom rodzicielski.”[1]
- z opowiadania Noc ziszczenia: „Nikt nie ma dość rozumu na to, by rzecz właściwą zrobić w odpowiednim czasie, a gdy sposobność minie, dręczymy swe serca daremną tęsknotą”[2].
- z opowiadania Starsza siostra: „Największe zmiany w charakterze kobiety wywołuje miłość, w mężczyźnie zaś żądza posiadania i pycha”[3].
- Z opowiadania Koronujemy cię na króla: „Piasek pustyni jest piękny i biały, ale ja wolę obsiewać czarną ziemię, która i moje ziarno zwróci”[4]
- z opowiadania Zwycięstwo: „Śpiewał o Krysznie, boskim kochanku i o jego umiłowanej Radha, o pierwiastku męskim i żeńskim istniejących od przedwiecza, nucił pieśń starą jak świat o cierpieniu nieprzemijającym i o rozkoszy niemającej końca, a każdy, od żebraka do króla, stwierdzał prawdziwość owych pieśni w swoim sercu. Pieśni poety były na ustach wszystkich. Przy najsłabszym blasku księżyca i gdy powiał leciuchny choćby wiatr letni, pieśni jego wytryskiwały niezliczonymi głosy z okien, podwórzy, z łódek na rzece i spośród cienia drzew przydrożnych”[5].